# W-motor

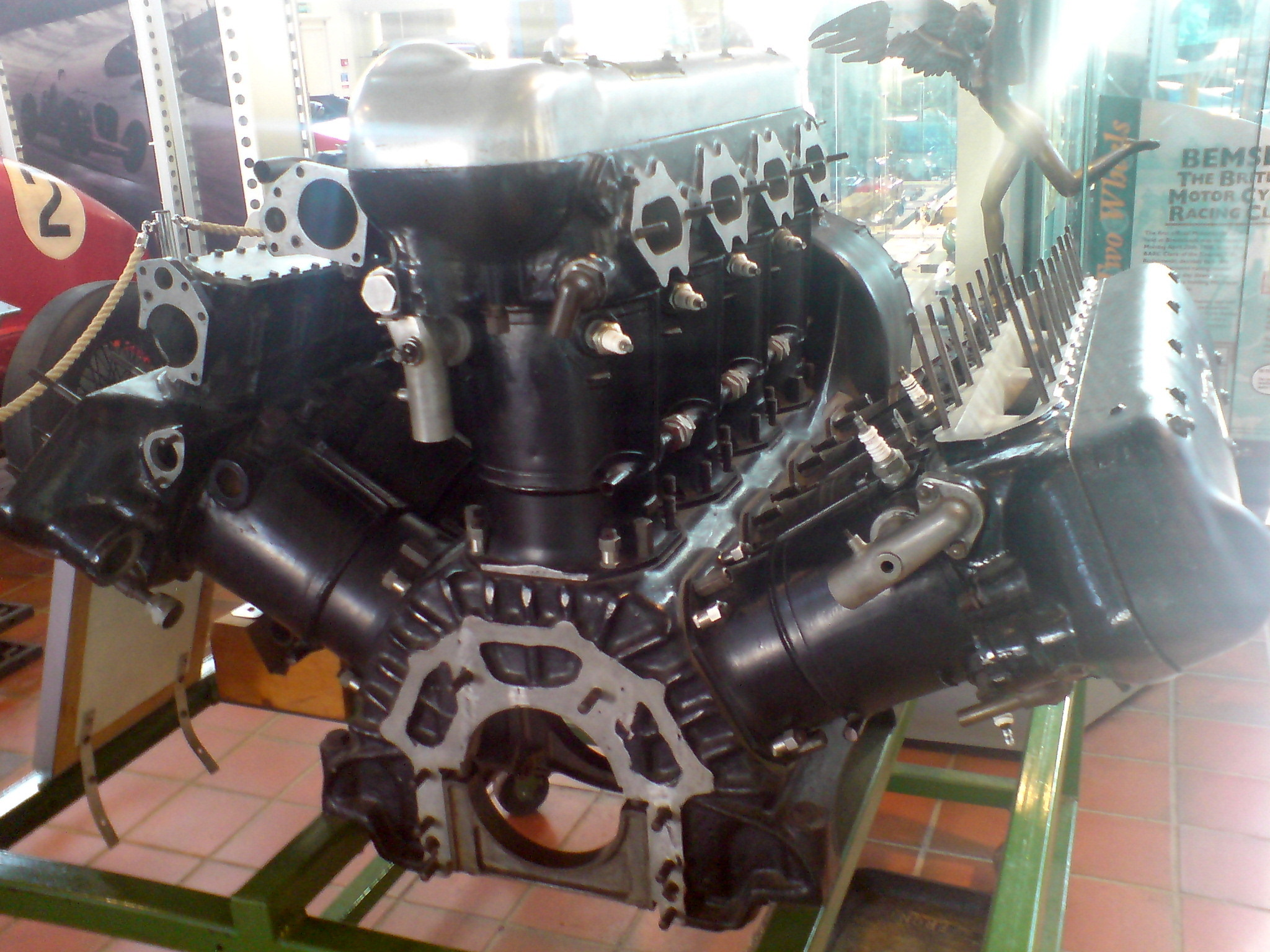
En 12-cylindrig Napier Lion i W12-utförande.

En W-motor är en variant av en V-motor med tre i stället för två cylinderbankar som tillsammans bildar en W-formation.